# Melanotaenia parva
The Lake Kurumoi rainbowfish (Melanotaenia parva) là một loài cá thuộc họ Melanotaeniidae. Nó là loài đặc hữu của Tây Papua ở Indonesia. Môi trường sống tự nhiên của chúng là hồ nước ngọt. Nó bị đe dọa do mất môi trường sống.